# Maranatha University College
Das Maranatha University College (MUC) in Sowutuom, North-Kwashieman, Accra, ist ein University College in Ghana, das der University of Cape Coast angeschlossen ist.
Das MUC ist unterteilt in zwei Fakultäten. Die Fakultät für Theologie sowie die Fakultät für Wirtschaftswissenschaften bieten verschiedene Bachelor-Abschlüsse und Diplome an.
Bereits seit 1972 agiert das Maranatha Bible College, der Vorgänger der MUC, auf dem Gelände des heutigen Kampus als Ausbildungsstätte für religiöse Führer in Ghana. Das National Accreditation Board hat daher die nunmehr in Maranatha College umbenannte Lehrstätte als University College im August 2006 anerkannt.
Am 16. März 2007 wurden die ersten Studenten in der Fakultät für Betriebswissenschaften aufgenommen.